# SPQR (书籍)
《罗马元老院与人民：一部古罗马史》，是由英国剑桥大学古典学家玛丽·比尔德所著的历史书。此书于2015年由波尼和里福莱特出版社出版，是《纽约时报》当年非科幻书籍类别中最畅销书籍之一。这本书介绍了罗马自公元前63年起至公元212年间，罗马共和国及罗马帝国如何成长并长久保持了它的超然地位。据作者在序言中所写，她在这本书里所要描述的不是罗马帝国的兴衰。

## 评价
“玛丽·比尔德用我从未曾体验过的准确度揭开了这座城市成功的秘密。” -纽约时报，Ferdinand Mount

### 脚注
1. ↑  熊莹. . his.cssn.cn. 文汇报. 2017-03-10  [2018-05-16]. （原始内容存档于2018-05-17）. 她的新作《SPQR：罗马史》（SPQR: A History of Ancient Rome, Profile Books, 2015）也秉承了其一贯的学术风格和研究旨趣。
2. ↑  Mary Beard, SPQR: A History of Ancient Rome, Prologue, p.17:"This is a book about how Rome grew and sustained its position for so long, not about how it declined and fell."

### 书目
- 比尔德, 玛丽,   [罗马元老院与人民：一部古罗马史], 北京: 民主与建设出版社: 632页, 2018-11, ISBN 9787513922494
- 比尔德, 玛丽,   [SPQR：璀璨帝國，盛世羅馬，元老院與人民的榮光古史], 臺灣: 聯經出版: 704页, 2020-10, ISBN 9789570856026
- Beard, Mary. SPQR: A History of Ancient Rome. Liveright, 2015.